# 9461 Cotingkeh
A 9461 Cotingkeh (ideiglenes jelöléssel (9461) 1998 HV33) a Naprendszer kisbolygóövében található aszteroida. A LINEAR projekt keretében fedezték fel 1998. április 20-án.